# Luís Miguel Lopes Mendes
Luís Miguel Lopes Mendes (Lisboa, 9 de abril de 1987), más conocido como Mano, es un futbolista portugués de origen caboverdiano. Juega como defensa.

## Trayectoria
Mano comenzó a jugar en las filas del Almada AC (2000-2003), del que pasó al Os Belenenses lisboeta y donde militó hasta la temporada 09-10 (28 partidos).
En 2010, el Villarreal llegó a un acuerdo con él y lo derivó a su filial con el cual disputó la temporada 2010-2011 y el primer semestre de la siguiente, antes de recalar en el Levadiakos griego.

## Selección nacional
Mano ha formado parte de la selección portuguesa sub-19, sub-20 y sub-21. Debido a su nacimiento y su ascendencia, él puede ser seleccionado a nivel absoluto por Portugal o Cabo Verde.

## Clubes
| Club                 | País     | Año       |
| -------------------- | -------- | --------- |
| C. F. Os Belenenses  | Portugal | 2007-2010 |
| Villarreal C. F. "B" | España   | 2010-2011 |
| Levadiakos           | Grecia   | 2012      |
| G. D. Estoril Praia  | Portugal | 2012-2018 |
| Vitória Setúbal      | Portugal | 2018-2022 |